# Jeanine Rueff
Jeanine Rueff   (París, 5 de febrer de 1922 - Menton, 13 de setembre de 1999) fou una compositora i pedagoga musical francesa.

## Biografia
Rueff va néixer a París i va estudiar al Conservatori de París amb Tony Aubin, Henri Challan, Jean i Noël Gallon i Henri Busser. El 1948 va guanyar el segon lloc al Premi de Roma de l'Institut de França amb Odette Gartenlaub.
Rueff va treballar des de 1950 com a assistent a la classe de saxo de Marcel Mule i a la classe de clarinet d'Ulysse Delecluse al Conservatori de París. L'any 1960 hi va ser professora de cant a primera vista de solfeig, i del 1977 al 1988 va ensenyar harmonia. El seu alumne més famós va ser Jean-Michel Jarre. El 1945 Rueff va rebre el Premi Favareille-Chailley-Richez per a un quintet de piano de jazz. També va compondre l'òpera de cambra Le Femme d'Enée (1954), un concert per a quatre saxos i una Simfonietta (1956).
El conjunt Saxallegro (amb Hannes Kawrza, saxo i Florian Pagitsch, orgue) va gravar la seva Chanson et Passepied de 1997 juntament amb obres d'Eugène Bozza, Pierre Max Dubois i Jacques Ibert i l'enregistrament es va publicar en un CD. L'any 1999 va oferir peces de concert per a trombó al programa del Concors Internacional de Trombó de Guebwiller.
Rueff va ser enterrada el 22 de setembre de 1999. El quartet de saxos Ledieu 2000 va oferir un concert en la seva memòria.

## Obres
Rueff va escriure àmpliament per a saxo, saxhorn, bombardí, fliscorn baríton, clarinet i trompeta, i les seves composicions per a saxo s'utilitzen sovint com a peces solistes obligades de concursos.
- Andante et finale, per quartet de cordes (1944)
- 2 Pièces brèves, per quartet de trombons (1946)
- Divertissement, per septet
- La femme d'Énée, èpera de cambra (1954)
- Thrène et danse, per ones Martenot i piano (1956)
- Prélude et toccata, per clavecí (1965)
- Sonate, per saxo sol (1968)
- Variazioni, per clarinet i piano (1976)
- Quintet amb piano
- Concert per violoncel
- Sonata di camera, per conjunt instrumental
- Concertino, per clarinet i orquestra
- Concertino, per saxo i orquestra
- 3 pour 2, duo per saxòfon baríton i piano[4]